# 大井盖蛛
大井盖蛛（学名：Neriene oidedicata）为皿蛛科盖蛛属的动物。分布于日本、朝鲜以及中国大陆的黑龙江、吉林、江苏、浙江、河南、湖北、四川等地。该物种的模式产地在日本。